# Musica beat in Italia
La musica beat in Italia, chiamata anche bitt, fu un genere della musica popolare e un movimento giovanile diffusosi in Italia durante gli anni sessanta, che vide diversi periodi di revival nei decenni successivi. La musica beat si diffuse in Italia già dal 1963, divenendo popolare in seguito alla British invasion che spinse molti giovani a formare nuovi complessi musicali. Centinaia di band arrivarono a piccoli successi locali, ed alcuni ebbero brani di risonanza nazionale. Nacquero e raggiunsero il successo numerosi gruppi e solisti; vennero quindi fondate case discografiche e riviste musicali dedicate al fenomeno, oltre ai locali specializzati in tutta Italia come il Piper Club di Roma e La Perla a Torino; vennero organizzati anche concorsi musicali tra i quali il famoso Rapallo Davoli. Col tempo questi gruppi vennero influenzati dalla diffusione della musica folk e della psichedelia, contaminando il genere fino a quando, sul finire del decennio, presero piede forme più sofisticate di musica rock, e i brani su 7" dei gruppi beat scomparvero dalle classifiche nazionali.
Lo stile era caratterizzato da un rock and roll composto da strutture semplici suonate su chitarra elettrica a volte distorti attraverso una fuzzbox, spesso arricchiti con organo elettrico, con testi e modo di cantare perlopiù poco sofisticati e occasionalmente aggressivi. Anche se molte band di questo circuito erano professioniste, molti gruppi del periodo erano costituiti da giovani dilettanti. Proprio per queste caratteristiche, secondo parte della critica, il bitt fu tra i movimenti della popular music italiana nati e cresciuti dal basso.

## Storia

### 1958-1963: Origini

#### Il Rock & Roll e gli urlatori

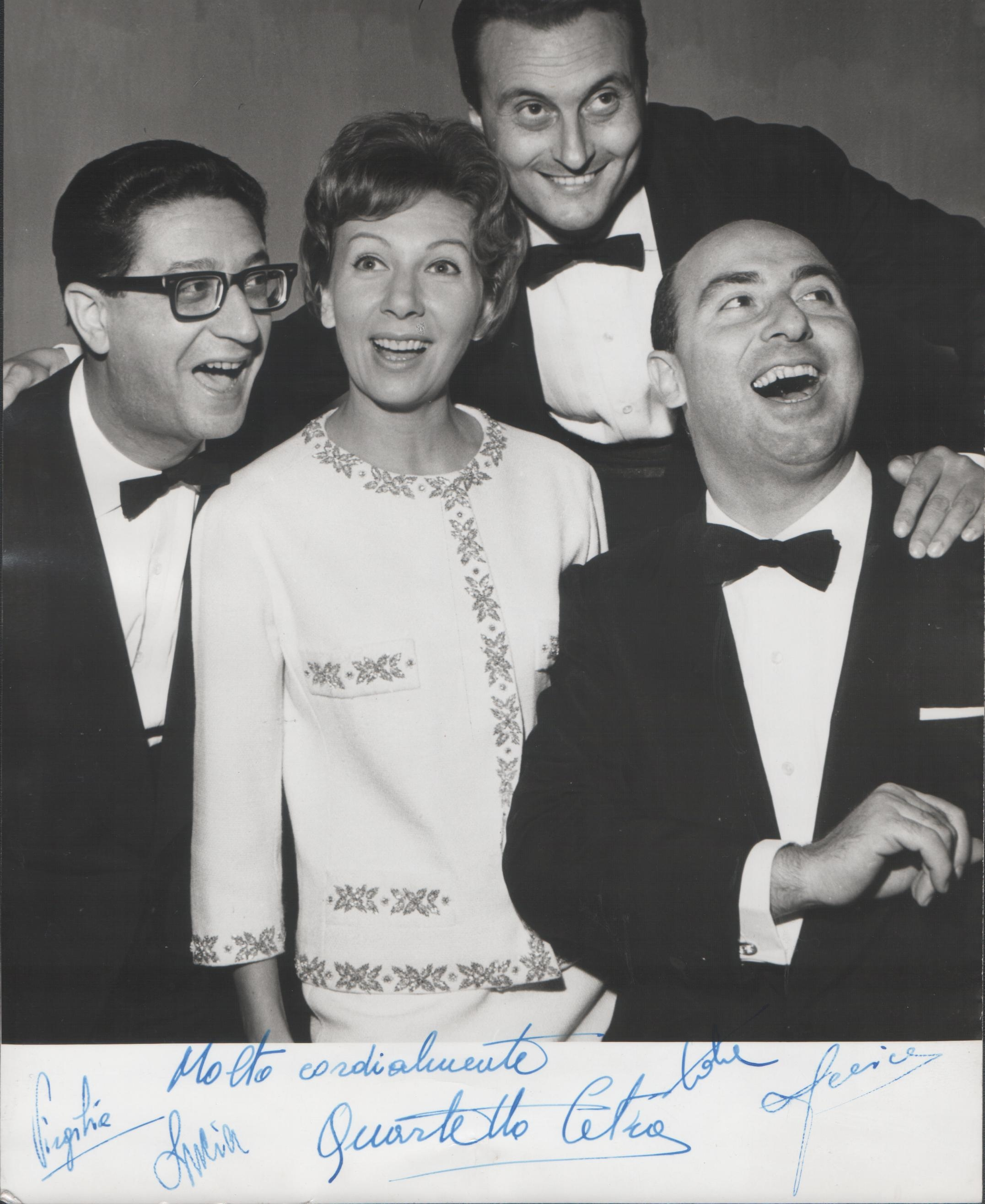
Quartetto Cetra negli anni '50

Nonostante le restrizioni del fascismo al propagarsi della musica straniera e statunitense in particolare, le sonorità dei neri d'America e delle big band influenzarono molti artisti di quel periodo. Ma fu con il dopoguerra, con la fine del protezionismo e la forte presenza dell'esercito americano sul territorio italiano, che le sonorità statunitensi presero più piede nello stivale. Se, sul finire degli anni '50 le major americane avevano ormai assorbito il suono rock and roll diffondendolo in tutto il mondo, in Italia già nel 1956 il Quartetto Cetra rifaceva una cover di Rock Around the Clock intitolata L'orologio matto. Con la nuova rinascita industriale poi, gli strumenti musicali elettrici come le chitarre e l'amplificazione stavano diventando più accessibili. La EKO (nata nel 1956 come GIEMMEI), ebbe un ruolo fondamentale in questo processo, organizzando anche corsi e laboratori in tutta Italia per chi voleva approcciarsi ai nuovi strumenti, consentendo così ai giovani musicisti di formare piccoli gruppi per esibirsi di fronte ad un pubblico locale di loro coetanei.
Proprio per la presenza degli americani, Napoli fu uno dei primi luoghi in cui la cultura italiana veniva in contatto con quella statunitense attraverso feste da ballo, spettacoli e concerti che facilitavano scambi e contaminazioni tra le nuove generazioni favorendo interpretazioni locali di modi e stilemi statunitensi. In questo contesto nacquero le prime band giovanili di rock and roll: Willy and the Internationals, che incisero una versione di Lucille di Little Richard per la Vis Radio furono una delle prime band rock miste, formata da tre studenti americani della Sherman School e da tre italiani. Anche il mondo femminile napoletano iniziava, in questo contesto la sua emancipazione, e ne fu prova la formazione delle Shermanettes, una delle prime del rock and roll Italiano tutta al femminile.
A Milano, sul finire degli anni '50 si esibivano già esponenti del rock and roll italiano come Adriano Celentano, Giorgio Gaber, i Campioni, Tony Dallara, Clem Sacco, Guidone. A loro la stampa italiana diede il nome di urlatori, con un discreto numero anche di cantanti femminili come Betty Curtis, Jenny Luna, Mina, Angela e Mara Pacini (alias Brunetta). Nelle sele da ballo spiccarono anche i primi ballerini e coreografi del genere, tra i quali splendeva la figura di Bruno Dossena, tragicamente scomparso il 17 aprile 1958 per un incidente d'auto. Nel 1960 I Ribelli avevano intanto inciso due singoli con il cantante rock and roll britannico Colin Hicks intitolati Love's Made A Fool Of You (Broadway International, 1960) e Garden Of Eden / For Every Boy (Broadway International, 1960) e nel 1961 Adriano Celentano aveva dato vita alla sua etichetta Clan Celentano, di cui fecero parte oltre a I Ribelli, anche I Fuggiaschi ed I Satelliti, che collaboravano come backing band rispettivamente per Celentano, Don Backy e Ricky Gianco.

#### Musica ye-ye

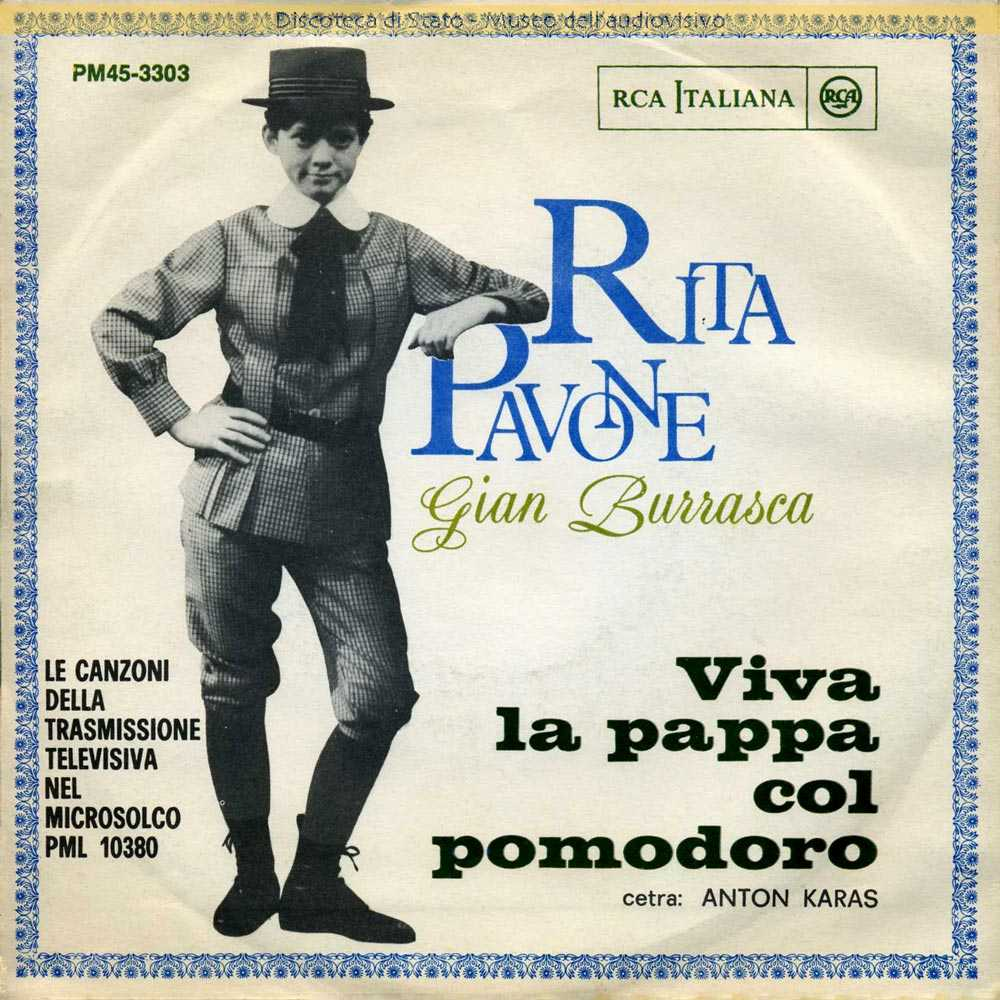
Viva la pappa col pomodoro - Disco 45 giri

Nei primi anni '60 mossero i primi passi i cantanti della così detta musica yéyé, un genere musicale dalle tonalità twist e rock and roll molto leggere e pop, con uno stile energico ed ottimista, i cui cantanti erano perlopiù visi puliti e giovanissimi, dalle movenze spesso impacciate e semplici. Nel 1961 Rosy pubblicò Patatina / Dove (Nuova Enigmistica Tascabile), ma i maggiori esponenti furono sicuramente Gianni Morandi che all'età di 16 anni pubblicava già il suo Fatti mandare dalla mamma a prendere il latte/Meglio il madison (RCA Italiana, 1962) e Rita Pavone con il suo La partita di pallone/Amore twist (RCA Victor, 1962).

#### Primi esempi di beat italiano
Nel contesto discografico italiano già prima della British invasion e della Brit-It invasion, arrivarono i primi influssi della nascente musica beat inglese: nel 1960 erano già attivi I Fuggiaschi che arrivarono alla prima pubblicazione senza Don Backy solo nel 1965 con It's a Long, Long Way to Tipperary intitolata semplicemente Tipperary.
Nel 1963 Fausto Leali incise una cover di Please Please Me dei Beatles nel singolo Please please me/5 giorni (Jolly Hi-Fi Records). Ricky Gianco inserì nel suo album Una giornata con Ricky Gianco (Jaguar Records, 1963) la cover di From Me to You con il titolo italiano Cambia Tattica.
Nonostante il fatto che la nuova ondata andava propagandosi sempre più, le nuove influenze, musicali e culturali non trovarono immediata risonanza nei mezzi di comunicazione, che altresì vedevano con ostilità il rock and roll prima e la "musica dei capelloni" poi. Nonostante questo, nel 1964, il fenomeno del beat inglese si diffuse prima negli Stati Uniti e poi Italia. Fu questo l'anno di svolta per questo genere musicale, con la formazione di centinaia di band in tutta la penisola e gli ingressi dei primi brani nelle classifiche nazionali.

### 1964–1968: il successo

#### La "British invasion" e la "Brit-It invasion"

Guidone con i Beatles nel 1965 durante il tour italiano organizzato da Leo Wätcher

In seguito al concerto dei Beatles del 4 novembre 1963 al cospetto della Regina madre, i media di tutto il mondo iniziarono a parlare del nuovo fenomeno musicale e commerciale, tanto che una parte dei media statunitensi utilizzarono per la prima volta il termine "Beatlesmania". Il documentario intitolato "Beatlemania" originariamente programmato dalla CBS Evening News per il 22 novembre, ed annullato per il tragico assassinio del presidente Kennedy, fu trasmesso poi il 10 dicembre. In un periodo buio della storia americana, il network cercava qualcosa di positivo da raccontare. Cominciò così il percorso che portò molte band inglesi di musica beat, blues e rhythm and blues a scalare le classifiche di tutto il mondo, con tour statunitensi di cui il più emblematico fu proprio quello dei Beatles del febbraio del 1964, supportato anche dal programma televisivo The Ed Sullivan Show che fece loro un'intervista rimasta storica. Il fenomeno contagiò presto tutto il mondo, e l'Italia non ne fu esente, tanto che i Meteors, attivi già dal 1960, intitolarono il loro secondo album proprio Beatlesmania (Arc, 1965).

I Meteors accompagnano Gianni Morandi nel film In ginocchio da te del 1964 (regia di Ettore Maria Fizzarotti)

Così come avvenne per il garage rock statunitense, la British invasion portò anche in Italia un moltiplicarsi di nuove band non professioniste, tanto che negli anni successivi si valutava che nello stivale ci fossero oltre 5000 band di musica beat tra professionisti e dilettanti. Nel 1964 esordirono gli Equipe 84, I Barrittas, Caterina Caselli, Lucio Dalla e Gian Pieretti. Molte di queste band erano inizialmente autrici di hit locali, e se le cover erano un'ossessione sia per le band del beat d'oltremanica che per quelle del garage rock d'oltreoceano, in Italia permettevano anche una fruizione dei testi delle canzoni anglofone. Molte le cover dal beat inglese datate 1964: dai Beatles Dino e I Kings rifanno I Should Have Known Better con il titolo Cerca di capire (Arc), i Giovani Giovani con il 45 giri Una Ragazza Diversa / Ma Voglio Solo Te (Columbia) che erano rispettivamente i rifacimenti di Let Me Do e I Want to Hold Your Hand, I Marino's con Please Please Me (Nuova Enigmistica Tascabile) e Misery (Nuova Enigmistica Tascabile) e poi I Meteors con Please Please Me e She Loves You contenute nel primo omonimo album (RCA Italiana). Gli Equipe 84 rifecero Tell Me dei Rolling Stones con il titolo Quel che ti ho dato come B-side della cover di Papa-Oom-Mow-Mow di The Rivingtons intitolata Papà E Mammà (Vedette Records), Riki Maiocchi e i Mods rifecero il brano tradizionale The House of the Rising Sun (famoso nella versione dei The Animals) con il titolo Non dite a mia madre (Columbia) in un 45 giri che vedeva come lato B P.S. I Love You dei Beatles e Paki & Paki rifecero Leave me be di The Zombies con il titolo Non dirmi no (EMI). Negli anni successivi vi furono poi artisti stranieri che vennero in Italia per registrare brani in italiano come nei casi di The Yardbirds, The Hollies, Los Bravos, The Rascals e David Bowie.

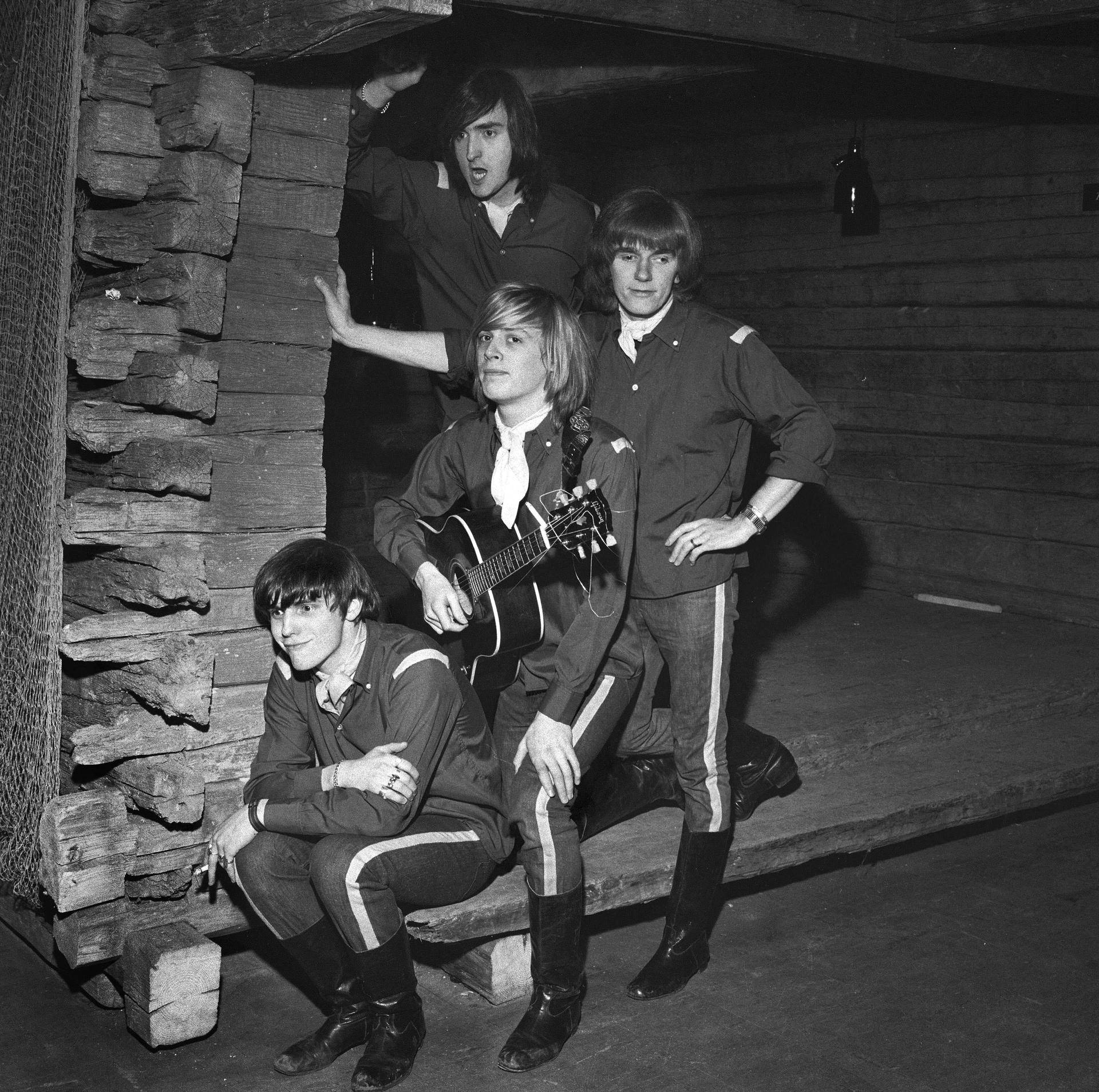
The Renegades nel 1966

Se in Italia il fenomeno del moltiplicarsi di band scoppiò nel 1964, in Inghilterra le band che suonavano musica beat erano così tante che il mercato era ormai saturo. Fu così che alcuni gruppi musicali, passati per il bel paese ed innamoratisi di esso, videro nell'Italia nuove prospettive espressive e produttive. Nasce in quell'anno il fenomeno della Brit-It invasion che vedeva band inglesi trasferirsi in Italia per portare il nuovo verbo della musica beat. Nel 1964 The Rokes di Shel Shapiro firmarono per la Arc producendo così il loro primo 45 giri italiano Un'anima pura / She Asks of You. Altre band vennero invece importate da produttori con contatti britannici, come nel caso dei Bad Boys, che arrivarono in Italia chiamarti dal produttore Leo Wätcher (che l'anno dopo organizzerà il tour dei Beatles nello stivale) solo per suonare nei locali, arrivando poi al loro primo singolo 7" di produzione italiana solo nel 1966 con Gol/She's A Breakaway (Style). Oppure ancora come nel caso di The Ingoes, una band che fu portata in Italia sul finire del 1964 dal loro manager Giorgio Gomelsky per incidere Se non mi aiuti tu/I Don't Want You (Ricordi International, 1965). In seguito altre band come The Casuals, Cyan Three, The Renegades, The Sorrows, The Motowns, The Primitives, Dave Anthony's Moods e Sopworth Camel, nonché solisti come Mike Liddell, si spostarono in Italia. Vi erano poi gruppi beat provenienti da altre zone d'Europa come i tedeschi Black Stars oppure gruppi R&B provenienti dagli Stati Uniti come Rocky Roberts & The Airedales o dal Canada come Chriss & The Stroke.

#### L'espansione del beat dal Piper al Festival di Sanremo

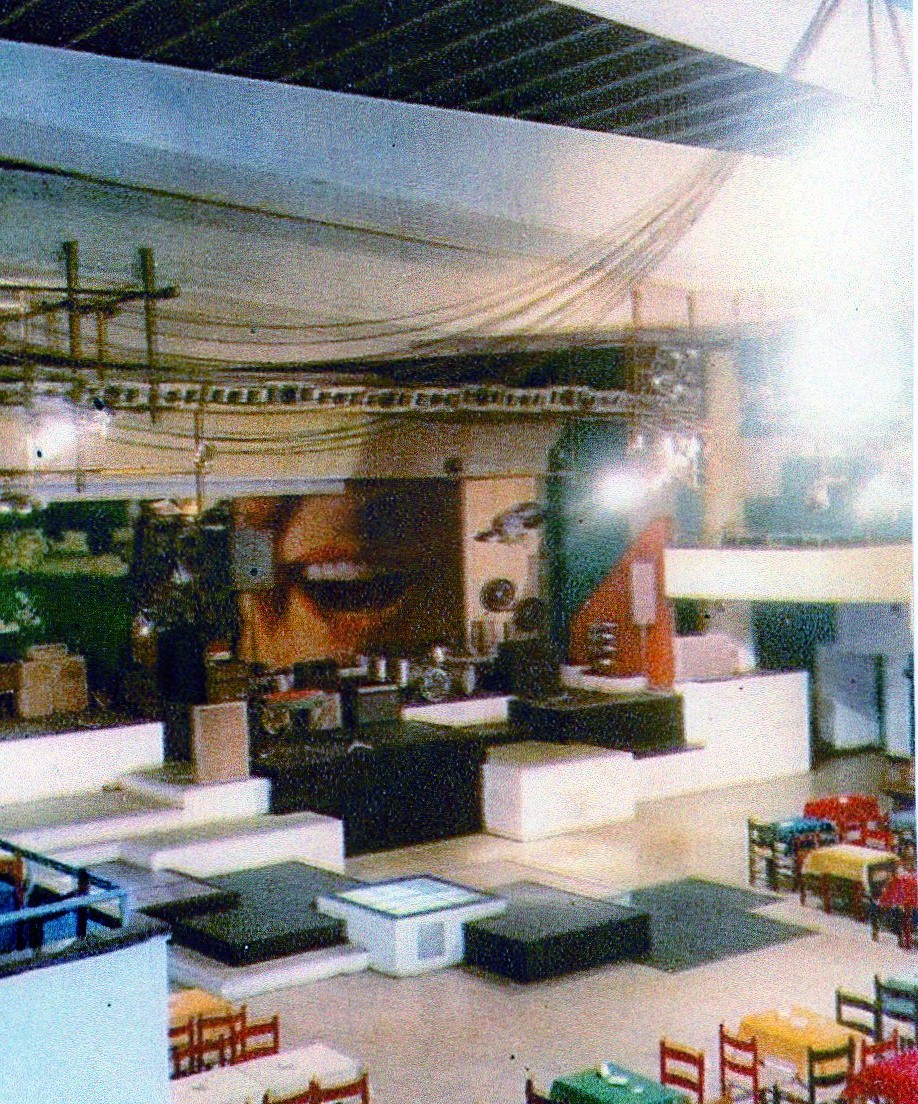
L'interno del Piper nel 1968

Un grosso contributo allo sviluppo del fenomeno viene dato da nuove riviste musicali che si occupavano delle nuove band e che nascono proprio in quegli anni: Ciao amici uscì per la prima volta nel dicembre 1963, Big nel 1965 ed infine nel 1966 nacque Giovani. La diffusione radiofonica passò invece per Radio Luxembourg e per le radio pirata come Radio London e Caroline. I festival come Cantagiro, nato nel 1962, erano i luoghi che spesso lanciavano le nuove band. Nel 1965 si contavano più di 100 festival in tutta Italia. Nel febbraio 1965 l'avvocato Alberigo Crocetta inaugura a Roma il Piper Club, in via Tagliamento, al quale subito seguirono progetti analoghi e locali che gareggiavano con il Piper in una continua guerra fatta a colpi di serata di musica. Tra gli storici locali romani in cui si esibivano gli artisti del beat italiano ricordiamo il Titan Club di Massimo Bernardi, il Vun Vun, il Pit 77 e il principale rivale del Piper che fu il Kilt (anch'esso nato da un progetto dell'instancabile avvocato Crocetta): se la "ragazza del Piper" era Patty Pravo, la "ragazza del Kilt" fu Nancy Cuomo, così come gli omologhi dei Rokes del Piper furono per il Kilt I Lombrichi. Su questo esempio, in altre città d'Italia nascono simili locali rivolti specificamente ai giovani, dando la possibilità ai complessi beat di esibirsi: ricordiamo a Milano e Genova il Paip's, a Torino il Perla (ribattezzato Piperla) ed a Napoli il La Mela.

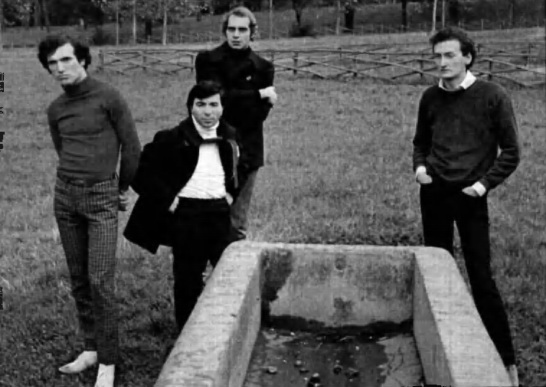
Gli Equipe 84 negli anni '60

Tra il 1965 e il 1966 il beat italiano diventa il genere dominante nelle classifiche di vendita e nei programmi televisivi. Alcuni musicisti ottennero una popolarità più duratura ed ottennero più brani di successo nazionale in un'era piena di "one-hit wonder", come fu per Ricky Shayne che nel luglio del 1965 arrivò al 7º posto delle classifiche nazionali con la sua Uno dei mods (Arc, 1965). Sempre nel 1965 furono molti i nomi della musica beat ad entrare in classifica: Se il gruppo di musica pop-caraibica Los Marcellos Ferial (nati nel 1961) guadagnarono il 6º posto con il brano La casa del sole (Durium), cover di The House of the Rising Sun, gli ex-urlatori I Ribelli arrivarono al 2º posto con Chi sarà la ragazza del clan? (Clan Celentano) cover di Keep on dancing di Brian Poole & The Tremeloes, mentre Dino arrivò al 6º posto con Il Ballo della bussola, The Rokes arrivarono alla 15ª posizione con C'è una strana espressione nei tuoi occhi, cover di When you walk in the room di The Searchers e gli Equipe 84 guadagnarono un 19º posto con Notte senza fine ed un 32° con la cover di Tell me dei Rolling Stone intitolata Quel Che Ti Ho Dato.
Nel 1965 si formano anche Le Scimmie, una delle prime band di sole ragazze in Italia, attive fino al 1974.

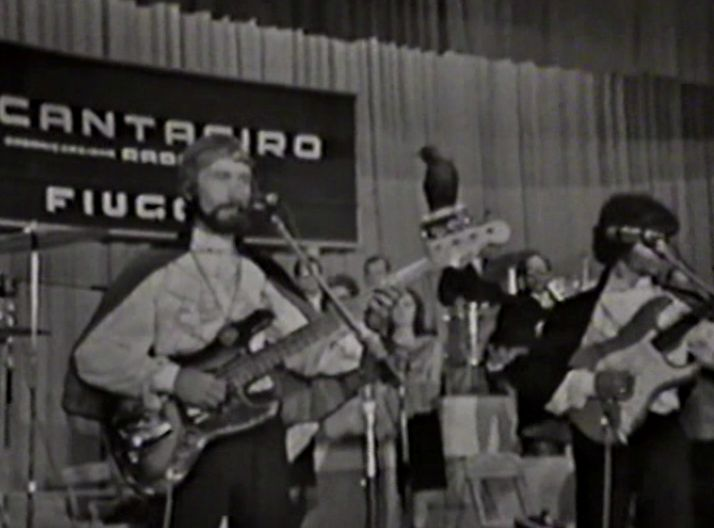
I Corvi al Cantagiro del 1966; al basso Gimmi Ferrari, con il corvo appollaiato; alla chitarra Angelo Ravasini

È convenzionalmente riconosciuto che il 1966 rappresentò l'anno di maggior diffusione della musica beat italiana, tanto che anche il Festival di Sanremo 1966 si apre al fenomeno beat, con la partecipazione dell'Equipe 84, dei The Renegades, degli Yardbirds, di Caterina Caselli, e di Françoise Hardy, icona dei ragazzi yé-yé francesi. Anche gli altri festival si spostano su questo genere, e così partecipano a Un disco per l'estate 1966 la Caselli, I Giganti, Ricky Gianco, Silvana Aliotta, gli Scooters, al Festival delle Rose 1966 Mike Liddell & gli Atomi, I Ribelli, Mauro Lusini, Roby Crispiano, i Pooh, Umberto, The Motowns, i Nomadi, al Festivalbar 1966 nuovamente gli Yardbirds, i Beach Boys, la Caselli e Gianco e al Cantagiro 1966, oltre a qualche solista come Gianco e Barbara Lory, moltissimi complessi come l'Equipe 84, i New Dada, i Kings, The Rokes e i Camaleonti. La manifestazione più legata al beat è il Torneo nazionale Rapallo Davoli, riservato nello specifico proprio ai giovani complessi, e da cui nel corso degli anni verranno lanciati molti nuovi gruppi come i Funamboli, i Mat 65, I Frenetici e i Gens.

I Nomadi nel 1965

Le classifiche di vendita di quell'anno videro poi una crescita esponenziale di gruppi e musicisti beat: Caterina Caselli balzò al primo posto già da febbraio con Nessuno mi può giudicare/Se lo dici tu (CGD), I Giganti al primo posto a luglio con la loro Tema (Ri-Fi) e di nuovo Caterina Caselli al 3° con Perdono (CBS), Equipe 84 al 2º posto ad agosto con Io ho in mente te (Ricordi) cover di You were on my mind degli americani We Five, a novembre ancora Equipe 84 al 2º posto con Bang bang (Ricordi) ripresa dall'omonimo originale di Cher ed i Nomadi al 19° con Noi non ci saremo (Columbia), a dicembre The Rokes al primo posto con È la pioggia che va (Arc) ripresa da Remember the rain di Bob Lind, i Dik Dik al 3° con Sognando la California (Ricordi) ed I Corvi con Un ragazzo di strada (Ariston) ripresa da Ain't no miracle worker della band garage rock statunitense The Brogues. E questi furono solo alcuni dei brani usciti quell'anno ed entrati nella classifica di vendite, che fu ricchissima anche di gruppi R&B, beat e garage stranieri, soprattutto inglesi e statunitensi.

### Scene regionali e cittadine in Italia
Se fu vero che città come Milano e Roma avevano già una strutturata industria musicale in grado di recepire e promuovere i gruppi musicali beat che si affacciavano sulla scena musicale di queste città, fu anche vero che nacquero molte scene locali con piccole etichette, club e fanzine beat, con band che arrivarono spesso ad incidere anche con major oppure ad esibirsi nei locali più in voga delle metropoli. Le nuove scene musicali prendevano spesso il nome della città, oppure analogamente alla scena di Liverpool chiamata Merseybeat, dal fiume che passava per la città.

#### Milano

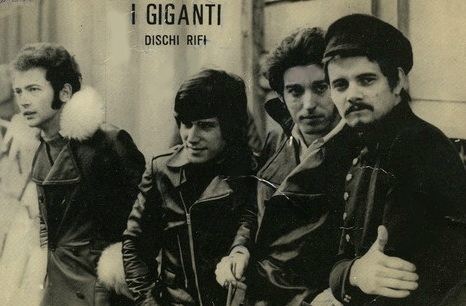
I Giganti nel 1967

Negli anni 60 Milano vide una forte immigrazione da regioni meno agiate. La città vide così il confluire in essa molti giovani che andarono anche ad ingrossare le file della scena musicale locale, ed il beat non fu escluso da questo fenomeno. Milano come Roma, vantavano poi un'importante industria discografica in grado di accogliere i nuovi artisti ed i nuovi fenomeni musicali. Non fu un caso che i primi successi del beat italiano vennero prodotti perlopiù in queste due città, che vide anche la nascita di un'importante rivista dedicata chiamata Mondo Beat.
Tra le band che arrivarono a pubblicare nel 1965 vi furono I Camaleonti con Ti saluto/Ti dai troppe arie  (Kansas), I Dik Dik con 1-2-3/Se rimani con me (Ricordi) dal brano di Len Barry, I Giganti con Morirai senza di lei/Giorni di festa (Ri-Fi), i New Dada con Ciò che fai/Domani si (Bluebell Record), i Quelli con Via Con Il Vento (Ricordi) e The Bushmen con Cosa Farai (Sunstar Record). Ma una vasta costellazione di band beat incisero negli anni seguenti (I Bisonti, I Balordi, le Anime e gli Stormy Six solo per citarne alcune), mentre di altre rimasero solo registrazioni mai pubblicate.

#### Roma
La Roma degli anni '60 visse un periodo d'oro dal punto di vista del fermento culturale e musicale. Vi era una forte scena artistica chiamata la Scuola di piazza del Popolo, con artisti come Mario Schifano, Giosetta Fioroni, Tano Festa e Franco Angelile cui opere furono fondamentali per l'aspetto visuale del Piper Club. Cinecittà poi richiamava in città cineasti da tutta Italia: autori come Federico Fellini, Pier Paolo Pasolini e Marco Ferreri, ma anche registi di genere come Daniele D'Anza, Ettore Maria Fizzarotti, mantenevano relazioni con la scena beat ospitando spesso artisti e musicisti nei loro film.
In questo contesto Roma vide il formarsi di numerosissimi complessi beat: Nel 1965 arrivarono ad incidere il loro primo 7" band come gli Apostoli con Robinson / Chi mai lo sa (Sunstar Record), che erano rispettivamente le cover di Where Have All the Flowers Gone di Peter, Paul & Mary e You Know He Did di The Hollies, i Trappers con il singolo Ieri (Yesterday)/Lui, Lui Non Ha (Louie Louie) (CGD), i Rangers, che dopo una serie di brani incisi come band di Remo Germani arrivarono al loro 7" intitolato Winchester Cathedral / Non Scocciare (Understanding) (DKF Folklore) dove il primo lato vedeva una cover da The New Vaudeville Band ed il scendo dagli Small Faces. Moltissime poi le band attive in città che incisero brani negli anni seguenti: I Jaguars su tutti, ma anche gli Eredi, i Bumpers, gli Under 21, Lida Lu' e La Troupe. Alcuni come i Rollini che suonarono nel film Il tigre di Dino Risi, non arrivarono mai a pubblicare singoli, ma fecero comunque apparizioni televisive o cinematografiche.
A Roma poi si formarono due band fondamentali per il post-beat italiano e per la nascente musica underground italiana: l'artista e regista di Cinema underground Mario Schifano da supporto ad una nuova band chiamata le Stelle (che diventerà poi Le Stelle di Mario Schifano), curando tutta l'operazione discografica che portò prima al seminale album Dedicato a, poi al rocambolesco spettacolo/concerto Grande angolo, sogni e stelle, che prevedeva ospiti e proiezioni di immagini e film sperimentali, tenutosi al Piper club il 28 dicembre 1967. E poi ancora la pubblicazione di Danze della sera (suite in modo psichedelico)/Le pietre numerate di Chetro & Co., i cui testi erano curati da Pier Paolo Pasolini, e che oggi viene riconosciuto come uno degli apici del rock sperimentale di matrice psichedelica in Italia.

#### "Veronabeat"
Il caso di Verona fu emblematico, con una scena cittadina chiamata Veronabeat, che vantava più di 300 gruppi musicali ed una omonima rivista che parlava soprattutto della scena locale. Il Veronabeat vantava poi un complesso che ebbe grande risonanza nazionale come i Kings, e molti altri che arrivarono al debutto discografico successivamente. Se i concittadini gli Alligatori avevano già pubblicato un paio di 7" dai toni più decisamente anni '50 come Tu Con Me (CBS, 1963) e Su, Paolo/Chi Sbaglia Paga da Sé (Till Then) (Durium, 1965), arrivarono poi a sonorità più beat con Settembre ti dirà/Dedicato a te (CBS, 1967), i Kings ebbero il loro primo 7" nel 1965 con Fai quello che vuoi / Ma non è giusto (Durium). Nel 1964 però Renato Bernuzzi dei Kings aveva già pubblicato Che stupida che sei (Durium) accompagnato dai bolognesi I Misfits. Nel 1966 arrivarono poi al debutto i Memphis con Gli amici miei/Come il tempo (Columbia) ed i Monelli con Tutto Ciò Che Voglio / So Che Tu Tornerai (Fox Record). Nel 1967 toccò a i Condors con Lei per la vita/Tu non sai niente (Tiffany Records) e nel 1969 gli Alpha Centauri pubblicarono Dai... Treno Dai!/Immagine Bianca con testi di Mogol e Bruno Lauzi. Alcune band della città che non arrivarono al debutto discografico erano i Becchini, i Grilli, i Nuove Ombre e molti altri.
Nel 1979 I Gatti di Vicolo Miracoli pubblicano uno dei loro singoli più noti, Verona Beat, che raccontava proprio della scena beat veronese di quegli anni.

#### "Bacchiglionebeat"
A Padova la scena prendeva il nome dal suo fiume Bacchiglione, in analogia con il Merseybeat di Liverpool. Il nome di punta del Bacchiglionebeat fu senz'altro quello de i Delfini, che già nel 1965 avevano pubblicato, sia il loro primo 7" intitolato Tu Devi Ritornare Da Me (Tell Me - You Coming Back)/Voglio Essere Il Tuo Uomo (I Wanna Be Your Man) (CDB), riprendendo nel primo lato un brano dei Rolling Stones e nel secondo uno dei Beatles, sia il loro primo LP omonimo. Nel 1966 videro lle loro prime uscite I Royals ed i Ranger Sound (in seguito conosciuti con il nome de I Ragazzi dai capelli verdi), rispettivamente con Una Porta Chiusa / La Nostra Vita (La Voce Del Padrone) e Noi Siamo Felici / Ricordarmi (CDB), ed ancora la onehit-wonder: Gildo Fattori & I Suoi Strangers Scha mama/Tu lo sai mio dio (Juke box, 1966), i Diapason pubblicarono con Phalena/Prendi il fucile (Arlecchino, 1967) dalle forti tonalità garage-psichedeliche, le Catene con Syl/A Ray Of Moon Light (Spring Record Srl, 1968), I Craaash con In Ogni Uomo/Come mai (Columbia, 1968), i Plebei con Dipende da te/Vorrei annullarmi in te (Baby Star, 1968) e The Puppys con Quando una rondine se ne va/Meglio di no (CDB, 1968).

#### Modena
Anche Modena ebbe la sua rivista beat chiamata Tutto Modena. A Modena sono poi legati due nomi fondamentali del beat come Equipe 84 ed i Nomadi, ma anche qua molte furono le band. Tra le band che incisero vanno ricordati Johnny e i Marines con Voglio scriverti una lettera/Prima vieni da me (La Voce Del Padrone, 1966), Le Volpi con Ma ti prego/Io penso solo a me (Ariston, 1967) ed i Sovrani con La mia storia/Stringiti forte a me (Phonorex record, 1968).

#### Messina
Il Messinabeat vide band come The Black Stones con il loro Ho un quiz per voi (ognuno ce l'ha)/Non dovevo (Dischi Discobolo, 1966), i Baronetti con il 7" psycho-garage Sabbia blu/L'immagine (Excelsius, 1968), i Punti Cardinali con Lia (Lea) / Tienimi (Hold Me Tight) (Ricordi, 1968) ed i Gens con Insieme A Lei/Vestita Di Bianco (Det Recording, 1969).
Abruzzo
In Abruzzo, dal 1956 al 1970 agirono ben 353 complessi beat e 115 cantanti. Tra loro pochi riuscirono a raggiungere mete ambite: Nino Dale and The Modernist's con il giovanissimo Ivan Graziani; Lello Colangelo ed I Visconti di Pescara, che varcarono l'oceano (New York, Los Angeles, San Francisco, Las Vegas); Tony Dalli di Pescara, invitato a cantare nel famoso spettacolo Ed Sullivan Show di New York. Tutti gli altri parteciparono a manifestazioni locali, torneo Italiabeat Davoli, Cantabruzzo e Giringiro. 

### La musica beat italiana e la confluenza nella psichedelia, nel rock progressivo e nelle controculture

#### Il garage bitt
Come per le band statunitensi del garage rock, spesso una produzione caratterizzata da forti limiti tecnici e tecnologici poteva portare a sonorità del tutto nuove. Fu così che anche in Italia alcune band giocarono con armonie del beat, mescolandole con wha wha e distorsioni che anticiparono le stesse sonorità del punk rock. Tra i più noti di questo versante furono I Ragazzi del Sole che arrivarono al loro primo 7" nel 1966 con Atto di forza N°10 ed I Jaguars con i loro singoli Il treno della morte (CDB, 1966) e Ritornerò in settembre/Non sei sincera (CDB, 1966) o ancora le Anime che esordirono con Bimba non piangere (RT Club, 1966). Ma molte furono le band di questo genere che raggiunsero solo one-hit wonder: Gli Sleeping con i loro The Sleeping Yum Yum / Riderò di te (Cetra, 1965) e Fammi ballar (Let Me Dance With You / Altre come te (Others Like You) (Central Music Supply, 1966), I Red Rooster con il loro apocalittico La fine verrà/Ricordo di una notte d'estate (Novelty, 1966), I Chewing Gum con Senti questa chitarra/Tu sei al buio (RCA, 1968), un brano, seppur un po' tardo, oggi considerato emblematico di questo sottogenere. I Rubi Strubi arrivarono al 7" solo nel 1970 con E allora vai/Mani stanche (Decca).

#### Il folk-beat ed i cantautori

Il gruppo musicale i Royals in una scena del film Tutto Totò nel 1967

Un particolare filone del beat è quello che si rifà alla musica folk nordamericana e britannica, recuperata da nomi come The Byrds, Bob Dylan, Joan Baez o come gli inglesi Donovan e The Animals, e che viene denominata folk-beat: la caratteristica principale dal punto di vista musicale è l'uso di strumenti acustici come la chitarra e l'armonica a bocca, mentre i testi spesso affrontano tematiche di protesta.
In questo ambito tutta una costellazione di band si ispirano a quei singer/songwriter stranieri e tra queste vi erano I Funamboli, che nel 1966 pubblicarono un disco dai toni folk ma dal suono ruvido come La protesta/Il mondo siamo noi (Saint Martin Record) ed ancora, sempre su tonalità folk rock, I Royals con il loro Una porta chiusa/La nostra vita (La Voce del Padrone, 1966). I i Girasoli con il loro 7" Voglio Girare Il Mondo/Guarda Nel Sole (Arc) e gli Im-Pact con Chi Lo Sà/Voi Che Ridete (/CGD,1966) più smaccatamente folk-beat. Molte sono poi le cover italiane di brani di questo genere, a partire dalle molte traduzioni da Dylan, spesso effettuate da Mogol (da La risposta, incisa dai Kings e da Jonathan & Michelle, questi ultimi due fra i massimi esponenti del folk-beat in Italia, a Bambina, non sono io, anch'essa interpretata dai Kings), a quelle di canzoni di Donovan (Colori, incisa dai Corvi e da Claus), Phil Ochs (Fammi vedere, tradotta da Luciano Beretta e Flavio Carraresi per Jonathan & Michelle), Simon & Garfunkel (Mai mi fermerò, incisa dai Chiodi); tuttavia non mancano le canzoni originali, da Il vento dell'est di Gian Pieretti a Uomini uomini di Roby Crispiano, da Brennero '66 dei Pooh a Era di Lucio Battisti, da È la mia strada di Tony Cucchiara e Nelly Fioramonti a Occhiali da sole di Jonathan & Michelle.

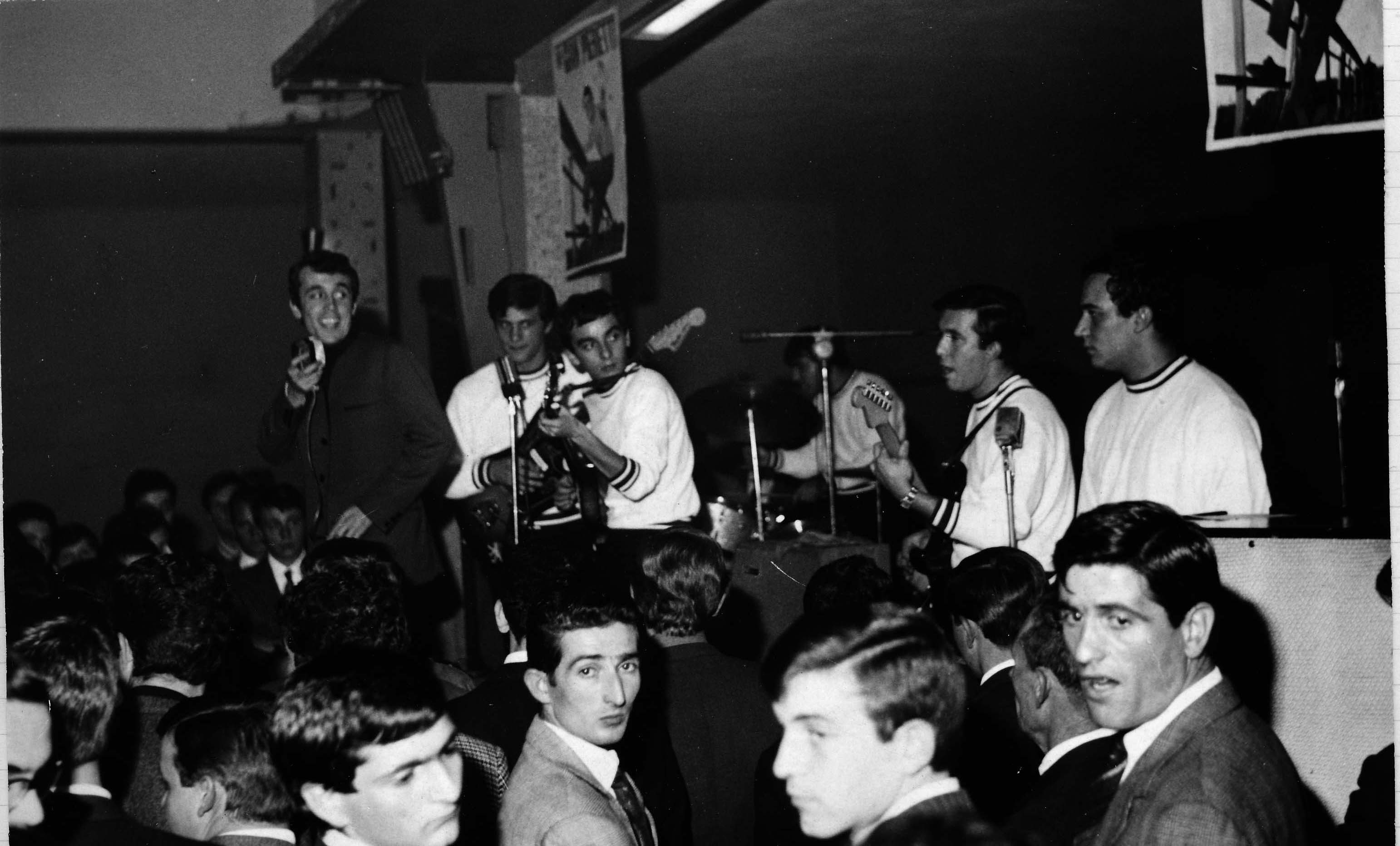
Una delle prime esibizioni di Gian Pieretti con i Grifoni (1964)

Al filone dei singer-songwriter del folk americano si rifanno una serie di cantautori italiani: in primis Francesco Guccini degli inizi, che all'epoca incide con il solo nome di battesimo: la EMI Italiana decide di pubblicare tutta una serie di dischi di folk-beat di vari artisti, numerandoli, ed il primo è proprio l'album di debutto di Francesco, Folk beat n. 1, che rimarrà anche l'unico della serie. Poi Gian Pieretti, Riki Maiocchi, Jonathan & Michelle, Mauro Lusini, Martò e Roby Crispiano.

#### Il beat psichedelico e le nuove frontiere d'avanguardia

Gli Idoli accompagnano Lucio Dalla nel 1967; sono visibili da sinistra a destra Emanuele Ardemagni al basso, Giorgio Lecardi alla batteria e Bruno Cabassi alle tastiere

Prendendo spunto dallo spirito psichedelico, le band che spesso non avevano le possibilità di produzione vaste come per le blasonate band inglesi, ne particolare virtuosismo musicale, presero comunque a prestito elementi esoterici e sacri da inserire in un rock piuttosto basilare. Nel beat italiano si sviluppa così, a partire dal 1966 ma con i risultati maggiori l'anno seguente, un filone psichedelico, rintracciabile in alcune canzoni quali Devi combattere (1966) de I Jaguars, Le insegne pubblicitarie (1966) dei torinesi I Fantom's, LSD (1966) di Lucio Dalla. Nel 1968 uscì poi un coraggioso singolo de le Mani Pesanti intitolato Un dio al neon/A proposito dell'amore (Ricordi), gli Slickesr con il loro London Look/Il Mondo A Rovescio (FP4, 1968) ed ancora nello stesso anno Abbiamo Paura Dei Topi (Cdi) de i tubi lungimiranti. Sempre nel 1968 viene pubblicato Ad gloriam, il primo album de Le Orme: il disco, anche se lascia intuire gli sviluppi successivi verso il Rock progressivo del gruppo, ha comunque molte influenze psichedeliche (a partire dalla copertina fino alle sonorità usate). Sempre a quegli anni risale l'album Viaggio allucinogeno degli Astrali, che però non viene pubblicato (lo sarà solo nel 1995), così come La luce de i Templari. I Dei Personaggi arrivarono al 7" con Terra Arida (Carosello, 1970).
Una band che condivideva alcune caratteristiche del bitt, ma che si spostava su forme di rock primitivista più urbanizzato, precorrendo anche la musica demenziale furono I Balordi, che nel 1966 pubblicarono una loro versione di They're Coming to Take Me Away, Ha-Haaa! di Napoleon XIV intitolata Vengono A Portarci Via Ah! Aah! (Durium). La loro musica veicolava in modo ironico messaggi politici o filosofici sovversivi utilizzando il travestitismo oppure canzoni come Domani devo fare una cosa (Durium, 1967).
Nacque poi sempre in quel periodo il rock sperimentale italiano che diede i natali alla nascente scena di musica underground anche nel nostro paese. Emblematico ne fu l'esperimento romano di musica colta dell'album The feed-back dell'omonima costola del Gruppo di Improvvisazione Nuova Consonanza. Ma soprattutto L'album considerato il caposaldo di questa nuova formula fu Dedicato a de Le Stelle di Mario Schifano (1967); quest'ultimo disco, registrato al "Fono Folk Stereostudio" di Torino, si apre col brano dal titolo Le ultime parole di Brandimarte, dall'Orlando Furioso, ospite Peter Hartman e fine (da ascoltare con TV accesa senza volume), una suite di quasi venti minuti di simbolismi onirici. Nel 1968 viene pubblicato un 45 giri di un altro gruppo, anch'esso considerato uno dei vertici della rock sperimentale di matrice psichedelica della penisola: Danze della sera del gruppo romano dei Chetro & Co., in cui militavano Ettore De Carolis e Gianfranco Coletta, con l'uso di strumenti quali violaccia, inventato da De Carolis, ad arco, con 6 o 10 corde (l'aspetto ricorda quello di una ghironda); i testo sono tratti da alcuni versi di Pier Paolo Pasolini.

#### Le messe beat

Il complesso Angel & The Brains durante l'esecuzione della prima messa beat nel 1966

Lo sviluppo e la diffusione del beat nel mondo coincise storicamente con la grande trasformazione liturgica e rituale attuata dal Concilio Vaticano II, volto ad ottenere un maggior coinvolgimento del popolo nelle celebrazioni. È in questo contesto che alcuni musicisti come Marcello Giombini e Giuseppe Scoponi iniziarono a scrivere brani a sfondo religioso dalle forti sonorità beat. Nacque così il fenomeno tipico dell'Italia delle messe beat. Nel 1966 uscì così Graduale (Con voci di gioia)/Introito (Penso pensieri di pace) (Ariel) degli Angel and the Brains, Gloria/Agnus Dei (Ariel) de i Barrittas e Sanctus (Santo)/Credo (Io credo) (Ariel) di The Bumpers in un progetto musicale che portò poi allo split album La messa dei giovani (Ariel). Le canzoni di questi artisti, proprio per la loro funzione liturgica e per l'utilizzo di tematiche che legate al sacro, avevano un forte legame con il beat di matrice psichedelica, anticipando così un filone che poi fu ripreso in diverse parti del mondo. Un esempio su tutti ne furono gli The Electric Prunes che nel gennaio del 1968 incisero Mass in F Minor, ispirandosi all'esperienza italiana.
Questo genere musicale culminò con la "Messa dei giovani" del 27 aprile 1966, celebrata presso l'Aula Borrominiana dell'Oratorio di San Filippo Neri alla Vallicella, con un forte impatto mediatico e di pubblico che comprese anche la trasmissione televisiva dell'evento dalla RAI.
Tale approccio ebbe poi una diffusione anche oltre i confini nazionali.

### Il declino del movimento beat in Italia e nel mondo
Dal 1967 la musica rock iniziava a diventare sempre più sofisticata, anche grazie a grandi produzioni come Sgt. Pepper's Lonely Hearts Club Band. Si iniziava a chiedere maggior maturità a questo genere musicale, relegando spesso la semplicità e le grezze sonorità del fenomeno bitt ad una parentesi "giovanilista" da superare con produzioni più complesse ed elaborate. Complice di questo processo fu anche il progressivo affermarsi del formato album, contro il singolo 7" che fino a quel momento era stato lo strumento distributivo privilegiato. Sull'onda di un trend internazionale, anche le etichette discografiche furono sempre meno propense all'ingaggio di nuove band, favorendo sempre più gli artisti che in quegli anni avevano già ottenuto un largo consenso.
Se da una parte l'affermazione sul finire dei '60 del cantautore beat-pop Lucio Battisti, decreterà il formarsi di un nuovo genere melodico, a cui si dedicheranno vecchie conoscenze del bitt italiano come i Pooh, i Corvi, i Camaleonti, i Profeti, i Nomadi, i Rogers, I Bisonti, i Beans, dall'altra molte band scelsero la strada delle nuove sonorità del rock progressivo, del folk rock o del rock psichedelico come avvenne per I Quelli (che cambiano il nome in Premiata Forneria Marconi), i New Trolls, Le Orme, I Giganti, i Sagittari (anche loro cambiando il nome in Delirium), i Flashmen, i Gleemen (con il nome cambiato in Garybaldi), gli Stormy Six, I Califfi, Gli Aspidi (che diventeranno in seguito i Ricordi d'Infanzia) e i J. Plep (che cambiano il nome in Nuova Idea).

## Beat e cultura

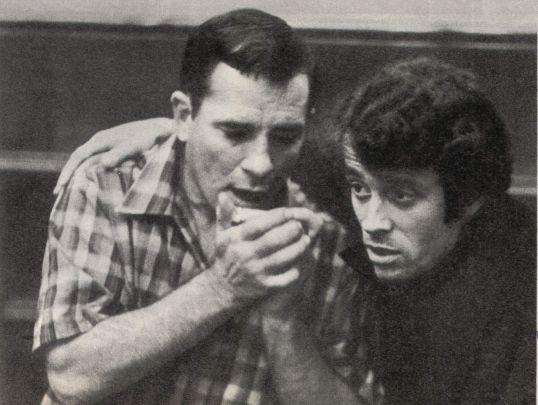
Gian Pieretti con Jack Kerouac, durante una delle conferenze tenute insieme nell'ottobre del 1966

Il legame principale del beat italiano, dal punto di vista culturale, è ovviamente quello con la Beat Generation, grazie soprattutto ai cantautori: uno di essi in particolare, Gian Pieretti, ha inoltre modo di conoscere personalmente Donovan, ed è proprio il cantautore scozzese a fare il suo nome a Jack Kerouac che, dopo aver ascoltato la canzone Il vento dell'est, lo vuole accanto a sé per un breve ciclo di conferenze-happening tenute a Milano, Roma e Napoli nell'ottobre dello stesso anno.
Vi sono poi gli influssi tematici nei testi: in Dio è morto Francesco Guccini fa un riferimento nei versi iniziali Ho visto la gente della mia età... a quelli con cui incomincia il poema Urlo di Allen Ginsberg, Ho visto le menti migliori della mia generazione....
Anche nelle canzoni più leggere emergono le tematiche di fondo: in Qui e là, scritta da Aina Diversi per Patty Pravo (cover di Holy cow, scritta da Allen Toussaint e portata al successo da Lee Dorsey), ad esempio, si descrive la vita On the road:
(Aina Diversi, Qui e là, per Patty Pravo)

## Le cover e le canzoni originali
Una critica che viene rivolta da alcuni giornalisti musicali è la poca originalità del beat italiano, testimoniata dal fatto che la maggior parte del repertorio sarebbe costituito da cover di canzoni estere. Altri critici invece hanno invece sostenuto la peculiarità e l'originalità delle band italiane, che dalle influenze straniere svilupparono un proprio repertorio, fondendo le nuove sonorità con altre caratteristiche musicali.
Se è vero che molti complessi beat italiani hanno inciso molte cover di successo, è anche vero che gli stessi gruppi incisero molte canzoni firmate da autori italiani. Tra i più noti possiamo ricordare Francesco Guccini, che oltre che per i Nomadi (Dio è morto, Per fare un uomo, Il disgelo) e l'Equipe 84 (Auschwitz, È dall'amore che nasce l'uomo, Per un attimo di tempo) scrisse anche per Caterina Caselli (Incubo n° 4, Le biciclette bianche) e per gruppi minori come I Memphis (Che farò) o Johnny e i Marines (Quei coraggiosi delle carrozze senza cavalli'); Ricky Gianco e Gian Pieretti, autori di canzoni per I Quelli e I Ribelli, e Lucio Battisti, autore con Mogol di canzoni per l'Equipe 84 (29 settembre e Nel cuore, nell'anima), i Dik Dik (Dolce di giorno, Il vento), La ragazza del Clan (Che importa a me) Mina (Amor mio). Altri autori italiani che diedero il loro contributo al beat sono Herbert Pagani (autore tra gli altri per Jonathan & Michelle di Il successo e per Marco Ferradini di Teorema), Sergio Bardotti (che scrisse per Patty Pravo, Dario Baldan Bembo, Pippo Franco, Sergio Endrigo, The Primitives, The Rokes, The Juniors e Lucio Dalla), Luciano Beretta (paroliere per i Camaleonti, Adriano Celentano, Iva Zanicchi, Solidea, Barbara Lory e Caterina Caselli, per cui scrisse Nessuno mi può giudicare).
Da citare infine due gruppi, I Giganti e I Bisonti, in cui la quasi totalità del repertorio è costituito da canzoni italiane (da Tema a Crudele), mentre gli altri due complessi, che sono i New Trolls e Le Orme sono gli unici a non avere mai inciso alcuna cover.

## Anni '80: Il revival beat e garage rock in Italia
La musica beat italiana ha vissuto diverse fasi di revival negli anni successivi, spesso trainata dal revival della musica beat inglese e garage rock statunitense, ed ancora oggi continua ad influenzare numerose band moderne che preferiscono un approccio musicale proveniente dal basso e DIY. Se già sul finire degli anni '70, sulla scia di band come The Jam, alcuni gruppi punk rock come i torinesi Blind Alley si erano lasciati trasportare dal fascino degli anni '60, fu nella seconda metà degli anni '80 che fu più esplicita la riproposizione di sonorità legate agli anni sessanta, con band che perlopiù proponevano testi e cantato in inglese. Tra queste, una delle più note dell'epoca furono The Sick Rose, che pubblicarono il loro primo album Faces per la Electric Eye Records di Claudio Sorge. E proprio Sorge fu uno dei massimi promotori di questo revival, con il suo lavoro di riscoperta e divulgazione tramite Rockerilla e poi con la propria rivista Lost Trails. Sempre nel 1986 uscirono per la Electric Eye Records i milanesi Pression X con l'album omonimo.
La scena musicale torinese degli anni ottanta vantava, oltre a The Sick Rose, un certo numero band di ispirazione anni '60 come gli Statuto, furono uno dei gruppi cardine del movimento mod nazionale (assieme ai milanesi Four By Art ed ai romani Underground Arrows), mentre i Casino Royale furono inizialmente una delle band di punta del 2 tone ska.
Tra i primi gruppi che riportarono in auge il beat cantato in italiano vi furono i bolognesi Gli Avvoltoi, che riproposero anche i brani più nascosti degli anni '60: già nella loro prima omonima cassetta autoprodotte del 1986 riproponevano Era Un Beatnick de Le Teste Dure. E poi Barbieri con la loro W il lunedì! (High-Fidelity Records, 1988), che arrivarono all'album solo nel 1990 con Se vuoi me pubblicato per una delle etichette più attive in questo revival, la Toast Records di Giulio Tedeschi.
Meno conosciute, ma comunque interessanti, le produzioni dei Nightdriving Gossip, autori di un interessante pop-beat e attivi nell'area torinese nella seconda metà degli anni ottanta. In seguito, il gruppo cambiò il proprio nome in quello di Harp1.